# آداپیس‌نمایان
آداپیس‌نمایان(نام علمی: Plesiadapidae) نام یک تیره از راسته آداپیس‌نماشکلان است.